# Manoir de Keranguevel
Le manoir de Keranguevel est situé à Paule, en France.

## Localisation
Le manoir est situé sur la commune de Paule, dans le département des Côtes-d'Armor, dans la région Bretagne.

## Description
Le manoir édifié en 1717 occupe tout le côté ouest de la cour, au nord une aile d'habitation correspond à l'ancien logis manorial du XVe siècle dont la façade a été reprise en 1777, prolongée par un bâtiment de communs, au sud deux ailes de communs dans le prolongement l'une de l'autre assurent la liaison avec une ancienne basse-cour située à l'arrière. Une chapelle construite près de l'entrée complète cet ensemble, ainsi qu'un puits placé au centre de la cour. L'aile nord, constituée d'un agencement de bâtiments plus ou moins remaniés, présente la particularité d'incorporer un manège à battre probablement construit dans le second quart du XIXe siècle, période où ce type d'équipement agricole se développe en France. Un colombier, encore visible sur le cadastre de 1825, a disparu, de même qu'un fournil construit à proximité de la chapelle.

## Historique
Le manoir appartient à la famille Leslay de Keranguevel à partir de 1432 jusqu'à la fin du XIXe siècle. Il réunit plusieurs bâtiments en granite et schiste construits entre le XVe siècle et le XIXe siècle, autour d'une cour rectangulaire fermée à l'est par une grille.
L'ensemble est inscrit au titre des monuments historiques par arrêté du 10 juin 2020.

## Protection
Éléments protégés : le logis en totalité, les dépendances en totalité, la chapelle en totalité, la cour pour son terrain d'assiette, son puits, ses murs et piliers de clôture (à l'exception de la grille), ainsi que l’ancien jardin situé à l'arrière du logis.